# دوغوس القابضة
دوغوس القابضة A.Ş. (Doğuş Group) هي واحدة من أكبر تكتلات القطاع الخاص في تركيا ، مع مجموعة من 250 شركة في 7 صناعات ، بما في ذلك وكلاء السيارات الراقية ، ومحلات البيع بالتجزئة ، والمطاعم ، والمقاهي ، وشركات البناء ، والمحطات الإذاعية ، والقنوات التلفزيونية والسياحة الأعمال. اعتادت المجموعة أن تمتلك أحد أكبر البنوك الخاصة في تركيا ، جرانتي ، الذي أصبح الآن جزءًا من بانكو بيلباو فيزكايا أرجنتاريا (BBVA).